# 乳突龙胆
乳突龙胆（学名：Gentiana papillosa）为龙胆科龙胆属的植物，是中国的特有植物。分布于中国大陆的云南等地，生长于海拔2,275米至2,800米的地区，多生长在路边、山坡以及牧场，目前尚未由人工引种栽培。